# ابکار الافکار فی اصول الدین
آبکار الافکار فی اصول الدین کتابی است که توسط سیف‌الدین آمدی در موضوع اصول دین و علم کلام نوشته شده‌است و از مهمترین کتب در علم کلام محسوب می‌شود. این کتاب یک موسوعه کلامی و شامل نظریات سیف الدین آمدی و مشتمل بر چهار مجلد است. آمدی که در قرن هفتم این کتاب را نگارش کرده‌است، کلام را بر پایه اعتقادات اشعری خود اقامه کرده‌است.

## موضوع کتاب
کتاب ابکار الافکار فی اصول الدین یکی از مهمترین کتاب آمدی در علم کلام به حساب می‌آید و یکی از منابع اصلی در این علم است. اهم مسائل مطروحه در این کتاب عبارتند از:
- تعریف علم کلام و اقسامش
- دیدگاه‌ها و موضوعات مربوط به آن
- روشهایی که منجر به مطلوبات نظری می‌شود.
- تقسیم معلوم به موجود و معدوم و آنچه موجود نیست و معدوم نیست.
- نبوت.
- معاد.
- اسماء الهی و احکام.
- امامت و کسی که جایگاه آمر به معروف و ناهی از منکر را دارد.

## بخشی از کتاب
سید محسن حق‌شناس در تشریح دیدگاه سیف الدین آمدی دربارهٔ نبوت می‌گوید: «آمدی به تبع اشاعره قائل به فاعلیت انحصاری خداوند و نظریه کسب هستند لذا معجزه را از افعال خداوند متعال می‌دانند و معتقدند فاعل و مؤثری غیر از خداوند متعال نیست وگرنه در توحید افعالی خدشه وارد می‌شود.» همچنین دربارهٔ حجیت نبوت می‌گوید: «سیف الدین آمدی این دلالت را نه عقلی و نه نقلی می‌داند بلکه دلالت معجزه بر نبوت را از باب عادة الله می‌داند.»

## نشر
این اثر، که در اصل در چهار جلد تألیف شده بود، اخیراً توسط احمد محمد المهدی تحقیق و تصحیح شده و در پنج جلد در مؤسسه دارالکتب والوثائق القومیّة قاهره چاپ شده‌است. ابکار الافکار در واقع، دائرةالمعارف کلامیِ ارجمندی است که با قلمی شیوا، رسا و به دور از اغلاق در بیان مطالب و نقل و نقد اقوال و نظم فصول و ابواب به شکلی روش‌مند نگارش یافته‌است. به همین سبب، این اثر مهم‌ترین اثر کلامیِ آمدی و بلکه از مهم‌ترین آثار کلامیِ اشعریان و حتی جهان اسلام به‌شمار می‌آید. این کتاب، از مواد درسیِ مدارس اهل سنت و دانشگاه الازهر است. از دیگر نشرهای این کتاب، چاپ دارالکتب بیروت است که در سال ۲۰۰۳ منتشر شده‌است.